# Mucuna pruriens
Mucuna pruriens (sin. Dolichos pruriens) es una leguminosa tropical de la familia de las Fabaceae, conocida como grano de terciopelo, pica, picapica, frijol terciopelo, chiporazo, chiporro, ojo de buey, ojo de venado, fogaraté, kapikachu, nescafe, grano del mar, kratzbohnen, konch, yerepe (Yoruba), atmagupta, toddy/todi, pepa de zamuro, Chile de Gato o follaldre.

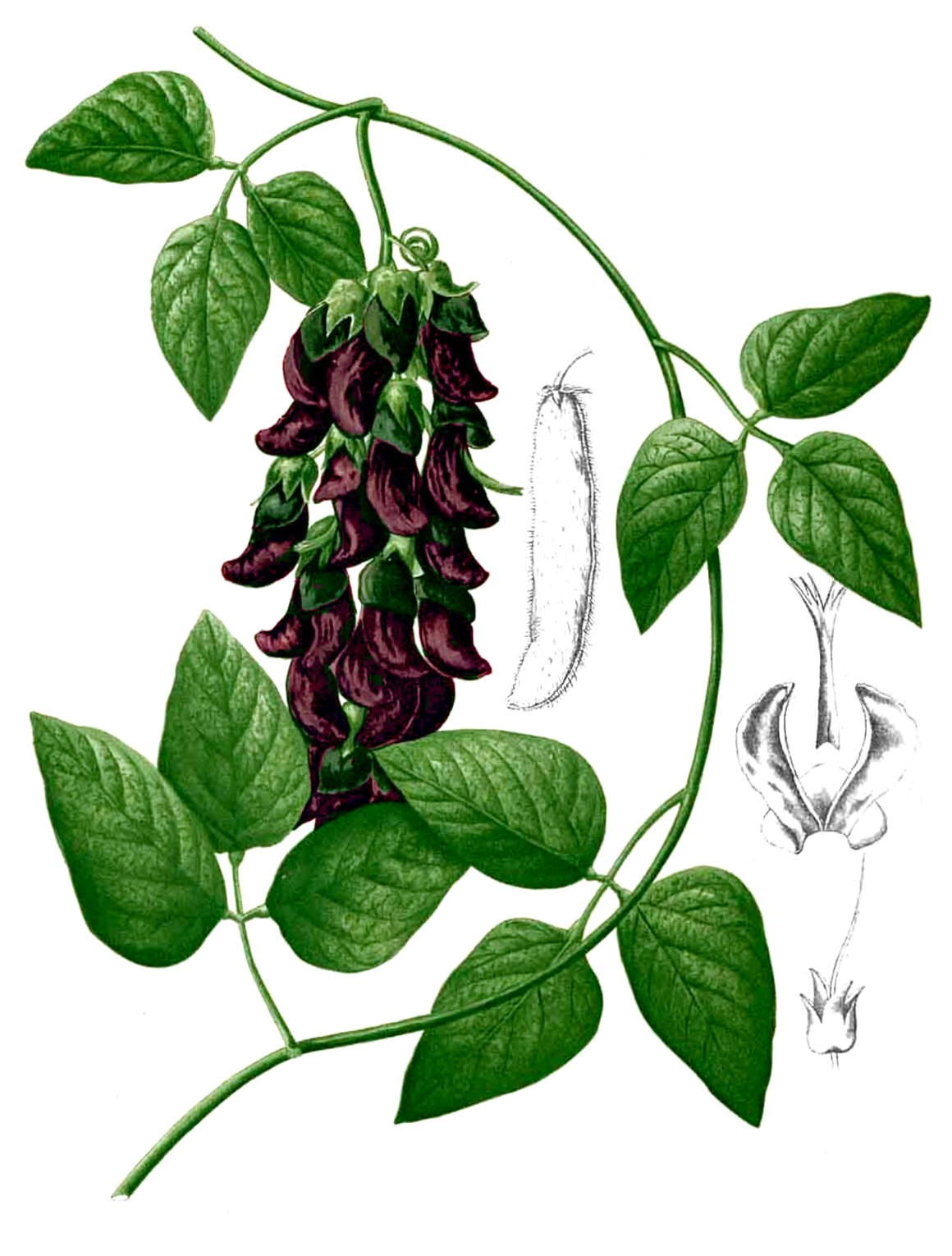
Ilustración

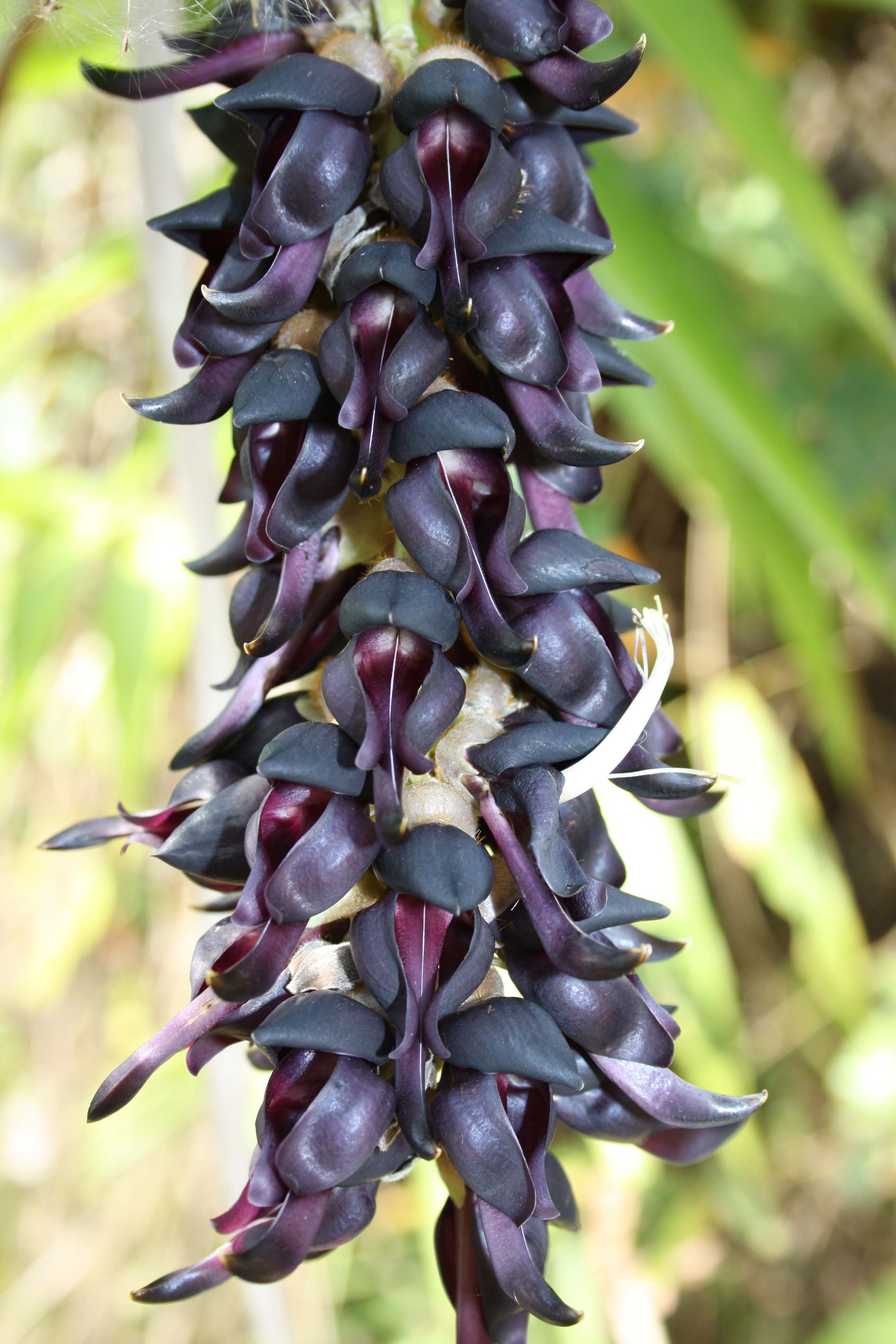
Flores

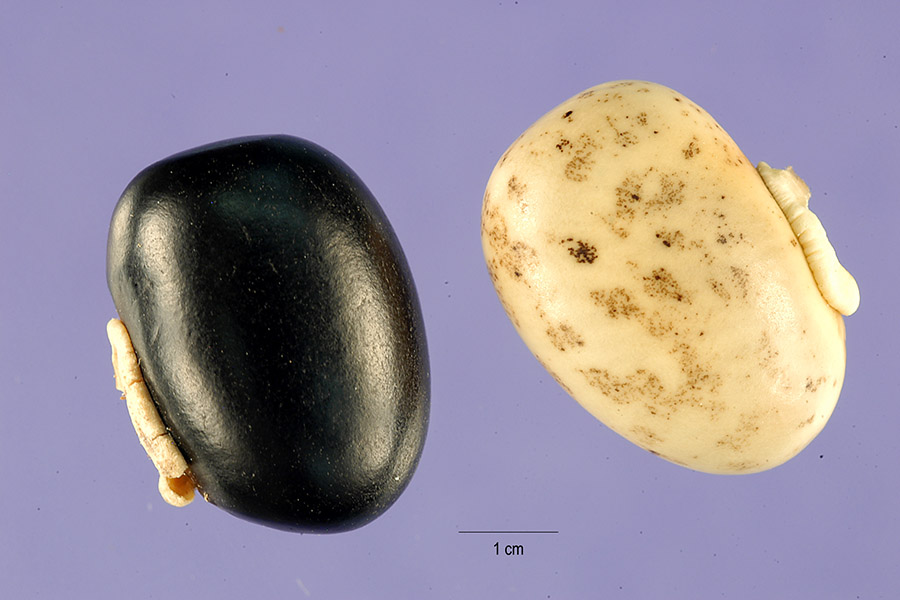
Semillas

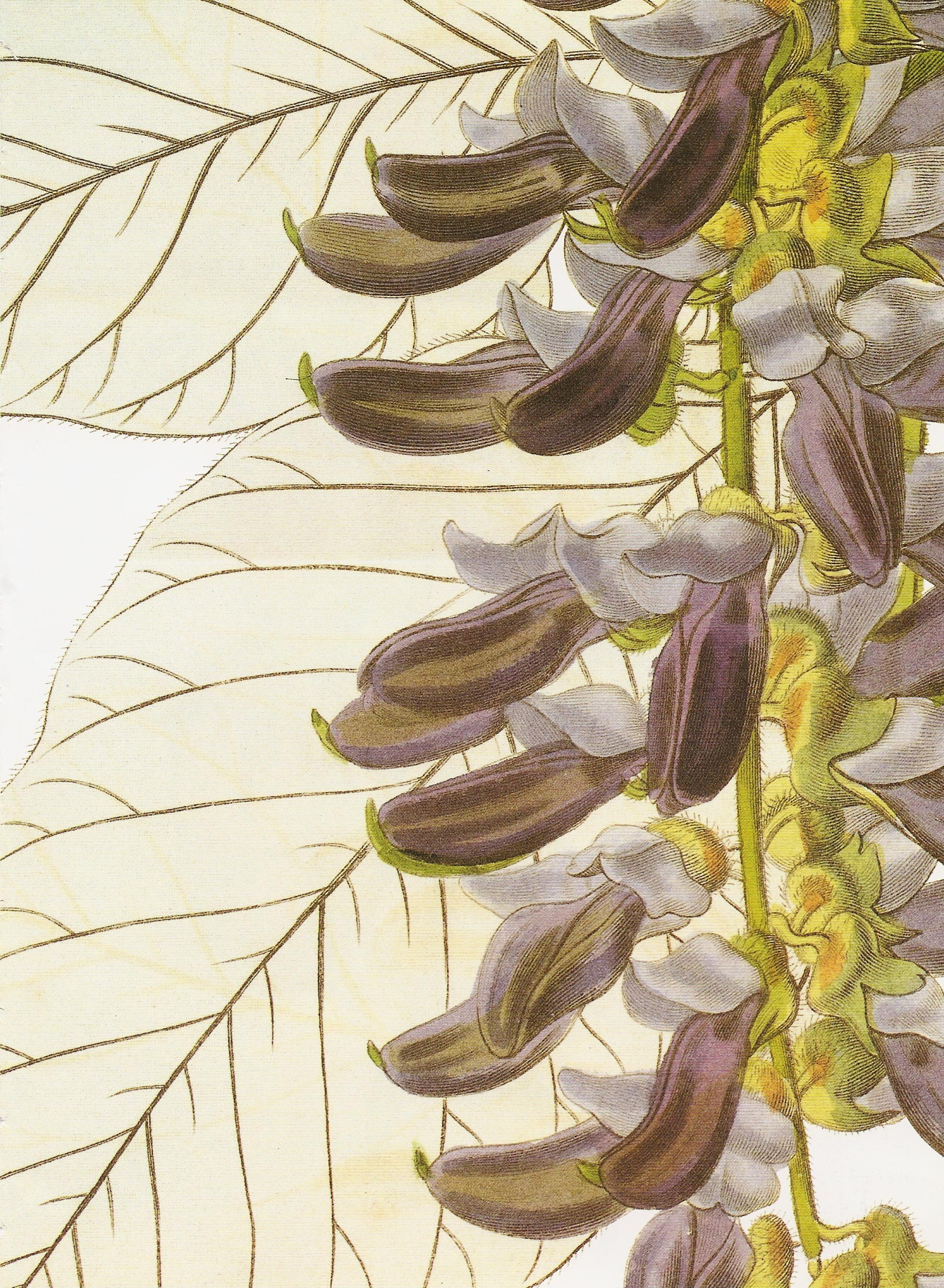
Ilustración de Miss S. A. Drake (fl. 1820s-1840s), en el 24 volumen del Botanical Register (1838), editado por John Lindley.

## Descripción
Es una planta anual, arbusto trepador con largos zarcillos que le permiten llegar a más de 15 m. Sus granos son blancos, lavanda, o púrpura; flores y vainas cubiertas de pelos anaranjados, causantes de severa hinchazón y alergia si se ponen en contacto con la piel. Los granos son negros o pardos brillantes. Se encuentran en África tropical, India, Caribe y Ecuador.

## Propiedades
El polvo de las semillas de Mucuna pruriens contienen altas concentraciones de levodopa, directo precursor del neurotransmisor dopamina y de largo uso en medicina tradicional ayurvedica de la India para enfermedades como el Parkinson y el alzheimer. En gran cantidad (30 g/dosis) ha mostrado ser igualmente efectiva en el tratamiento del Parkinson como pura medicación levodopa/carbidopa, pero no hay datos de eficacia a largo plazo y tolerabilidad. Otro beneficio de Mucuna es que puede incrementar la producción de hormona humana de crecimiento, siendo sus extractos comúnmente vendidos como reconstituyentes. También tiene efectos diuréticos, incrementa la resiliencia tisular y mejora la coordinación.
También contiene dimetiltriptamina (DMT) y dietiltriptamina (DET), dos potentes enteógenos.
Históricamente, Mucuna ha sido usado como afrodisíaco. Aún se lo sigue usando para incrementar la libido en todo sexo, debido a sus propiedades de inducción de dopamina, la cual tiene una profunda influencia en la función genital.

## Taxonomía
Mucuna pruriens fue descrito por (L.) DC. y publicado en Prodromus Systematis Naturalis Regni Vegetabilis 2: 405. 1825.
Etimología
Mucuna: nombre genérico que deriva de Mucuna, una palabra del idioma tupí-guaraní que designa la planta.
preuriens: epíteto.
Variedades aceptadas
- Mucuna pruriens var. hirsuta (Wight & Arn.) Wilmot-Dear
- Mucuna pruriens var. utilis (Wall. ex Wight) L.H.Bailey

Sinonimia
- Carpopogon atropurpureum Roxb.
- Dolichos pruriens L.
- Mucuna atropurpurea sensu auct.
- Mucuna axillaris Baker
- Mucuna bernieriana Baill.
- Mucuna cochinchinensis (Lour.) A. Chev.
- Mucuna esquirolii H.Lev.
- Mucuna mínima Haines
- Mucuna nivea (Roxb.) DC.
- Mucuna prurita (L.) Hook.
- Stizolobium atropurpureum (Roxb.)Kuntze
- Stizolobium pruritum (Wight) Piper[9]
- Stizolobium velutinum (Hassk.) Piper & Tracy
- Carpogon capitatus Roxb.
- Carpogon niveus Roxb.
- Carpopogon pruriens (L.) Roxb.
- Marcanthus cochinchinense Lour.[10]